# William Dowd
William Richmond Dowd (Newark, 28 février 1922 – Reston, 25 novembre 2008) est un facteur de clavecins américain.

## Biographie
William Richmond Dowd étudie tout d'abord la littérature anglaise à Harvard et obtient son diplôme en 1948. Il construit un clavicorde avec son ami Frank Hubbard pendant qu'ils sont étudiants, ce qui les détermine à renoncer à une carrière de professeur d'anglais pour devenir facteurs de clavecins, en fondant leur méthode de travail sur l'étude des sources anciennes. Ils se séparent lors de leur apprentissage, Dowd travaillant à Détroit dans l'atelier de John Challis, qui lui-même avait été disciple d'Arnold Dolmetsch. À cette époque, Challis était le principal facteur de clavecins aux États-Unis.
À l'automne 1949, Dowd et Hubbard fondent en commun un atelier à Boston. En 1955, Hubbard part pour l'Europe pour un voyage d'étude d'instruments historiques cependant que Dowd poursuit son activité de facteur et restaurateur ; il travaillait sur la base d'un modèle standard inspiré des instruments de Pascal Taskin et qui devait être largement utilisé par les clavecinistes professionnels. 
L'entreprise commune se termine en 1958 et Dowd fonde son propre atelier à Cambridge (Massachusetts) pour construire des clavecins à l'ancienne ; il y construit une vingtaine d'instruments par an jusqu'en 1988.
En 1971, William Dowd s’associe à parts égales à Reinhard von Nagel. La Société William Dowd-Paris est dirigée par Reinhard von Nagel jusqu’à la fin de l’année 1985. Quelque 400 clavecins auront quitté l’atelier sous la marque William Dowd-Paris jusqu’à cette date.
Les modèles préférés étaient des clavecins français à deux claviers inspirés des instruments de l’école parisienne du XVIIIe siècle (Blanchet, Taskin, Hemsch, Dumont) y compris ceux issus d'un grand ravalement de clavecins Ruckers. En 1985, les deux hommes inaugurent un clavecin à 2 claviers de type franco-allemand du XVIIIe siècle d'après Michael Mietke, facteur de la Cour de Berlin. Des instruments inspirés de l’école anversoise du XVIIe siècle (Ruckers, Couchet) et des clavecins de type italien compléteront le catalogue. Toujours dirigée par Reinhard von Nagel l’atelier se nommera, à partir de 1986, Atelier von Nagel. 
Les clavecins de William Dowd ont acquis depuis longtemps une réputation de fiabilité, de bonne tenue de l’accord, de stabilité et précision de la construction. Ses instruments auront profondément influencé des générations de facteurs dans son sillage. Il était le premier à considérer les clavecins allemands du XVIIIe siècle faits par Michael Mietke (à la différence de son confrère Hubbard). Ses instruments ont été utilisés sur scène et pour des enregistrements par des artistes tels que Gustav Leonhardt, Isolde Ahlgrimm, Ralph Kirkpatrick, Igor Kipnis, Bob van Asperen et d’innombrables autres musiciens.
William Dowd meurt le 25 novembre 2008 à Reston en Virginie.

## Publications
- A Classification System for Ruckers and Couchet Double Harpsichords, dans the Journal of the American Musical Instrument Society (en) (1978)
- The Surviving Instruments of the Blanchet Workshop, dans The Historical Harpsichord: a Monograph Series in Honor of Frank Hubbard, ed. Howard Schott (Stuyvesant, NY, 1984)